# Pascual Mandura
Pascual (de) Mandura (Ejea de los Caballeros, c. 1550 – Zaragoza, 27 de enero de 1604) fue un religioso español, escritor y rector de la Universidad de Zaragoza.

## Vida
Estudió en la Universidad de Zaragoza, donde se doctoró en Sagrada Teología.
Regresó a Ejea de los Caballeros para ser racionero. En Ejea fundaría un año antes de su muerte un Monte de Piedad.
El 26 de agosto de 1579 fue nombrado canónigo de la Catedral de Zaragoza. Una vez en la ciudad, Felipe II lo nombró regidor del Hospital General. Durante los años lectivos 1585-1586, 1590-1591 y 1593-1594 fue rector de la Universidad de Zaragoza. De hecho, es el segundo rector de la Universidad conocido.
Tras el fallecimiento del arzobispo Andrés de Cabrera en 1592, fue nombrado visitador general del Arzobispado. En 1599 fue enviado por el cabildo de la metropolitana cesaraugustana a visitar al rey Felipe II, en un momento en el que las Alteraciones de Aragón aun eran de reciente memoria. El discurso que pronunció ante el monarca, Razonamiento al rey D. Felipe II, fue publicado posteriormente por Blasco de Lanuza.

## Obra
- Razonamiento al rey D. Felipe II, redactado en 1599 y editado por Blasco de Lanuza posteriormente.[2]

- Libro de mememorias [sic] de las cosas que en la Iglesia del Asseo de Çaragoça se han ofrecido tocantes á ella, desde el Agosto del año 1579 hasta el año 1601 inclusive. Hecho por el Doctor Pascual de Mandura Canónigo de dicha Iglesia, manuscrito.[2] El escrito resulta muy interesante para la historia de Zaragoza durante sus años de vida.[2] Ha sido empleado por Pedro Calahorra para sus libros sobre la música en Zaragoza, para documentar la vida musical en La Seo. Mandura parece haber sido amigo personal de Melchor Robledo y haber conocido bien a los músicos de la capilla catedralicia.[6]

- Orden de las festividades que se celebran en el discurso del año, por sus meses, y también de las festividades movibles, manuscrito publicado en 2015.[2][7]